# Guðmundur Sigurjónsson Hofdal
Ne pas confondre avec le joueur d'échecs Guðmundur Sigurjónsson
Guðmundur Sigurjónsson Hofdal ou Gordon Sigurjonsson (né le 15 avril 1883 à Litluströnd, à Mývatnssveit (is) dans le comté de Suður-Þingeyjarsýsla en Islande et mort le 14 janvier 1967 à Reykjavik) est un athlète, lutteur et entraîneur islandais. Il fait partie d'un groupe qui présente l'art martial islandais glíma aux Jeux olympiques d'été de 1908. Il part au Canada en 1914 et sert dans l'armée britannique durant la Première Guerre mondiale. Il devient ensuite entraîneur des Falcons canadiens de Winnipeg qui remportent la toute première médaille d'or au hockey sur glace aux Jeux olympiques d'été de 1920. De retour en Islande en 1920, il y travaille comme entraîneur de glíma et d'athlétisme. En 1924, il est condamné à huit mois de prison pour avoir eu des relations sexuelles avec un homme (l'homosexualité étant illégale en Islande jusqu'en 1940). En 1930, il reprend son travail d'entraîneur. En 1948, il accompagne les athlètes islandais lors des jeux olympiques d'été de 1948. Il meurt le 14 janvier 1967 à 83 ans.

## Biographie

### Jeunesse

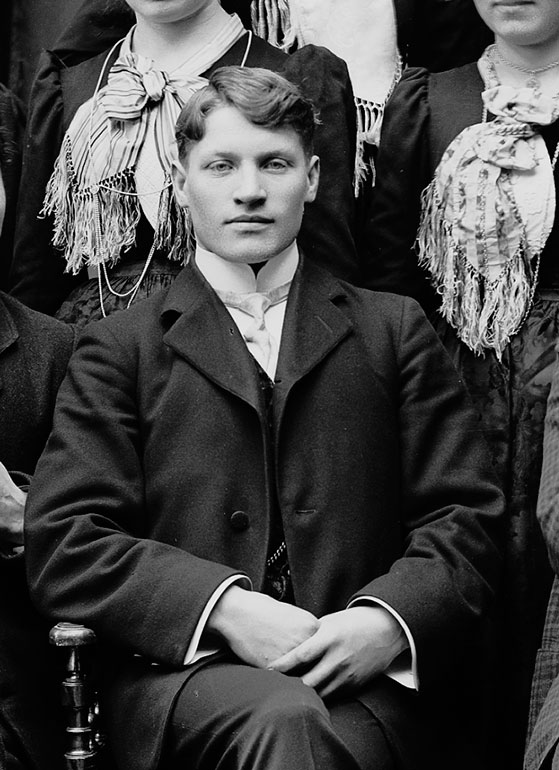
Guðmundur Sigurjónsson en 1905, à 22 ans, à Reykjavik.

Guðmundur Sigurjónsson Hofdal naît dans le comté de Suður-Þingeyjarsýsla, à Litluströnd dans la ville de Mývatnssveit (is) le 15 avril 1883. Ses parents sont Friðfinna Davíðsdóttir et Sigurjón Guðmundsson et il est le huitième d'une fratrie de dix enfants. Assez rapidement, il apprend le patin à glace et la lutte islandaise, le glíma.
En 1905, à l'âge de 22 ans, il arrive à Reykjavik dans l'intention d'intégrer une école de commerce. Néanmoins, l'établissement n'a plus de place et Guðmundur rejoint un club de lutteurs. En 1907, il participe à une compétition de lutte à Þingvellir en l'honneur du roi du Danemark Frédéric VIII.
Il participe aux jeux olympiques d'été de 1908 à Londres, où il présente l'art martial islandais du glíma. Il est également porteur du drapeau islandais lors de la cérémonie d'ouverture des jeux.

### Soldat et entraîneur (1913-1920)
En 1913, il part au Royaume-Uni, puis au Canada, où il se fait appeler Gordon Sigurjonsson. Il y apprend la lutte gréco-romaine et le hockey sur glace. En 1916, il se porte volontaire pour rejoindre l'armée britannique et part au front en Belgique et en France durant la Première Guerre mondiale. Il y exerce en tant qu'infirmier jusqu'en 1919.

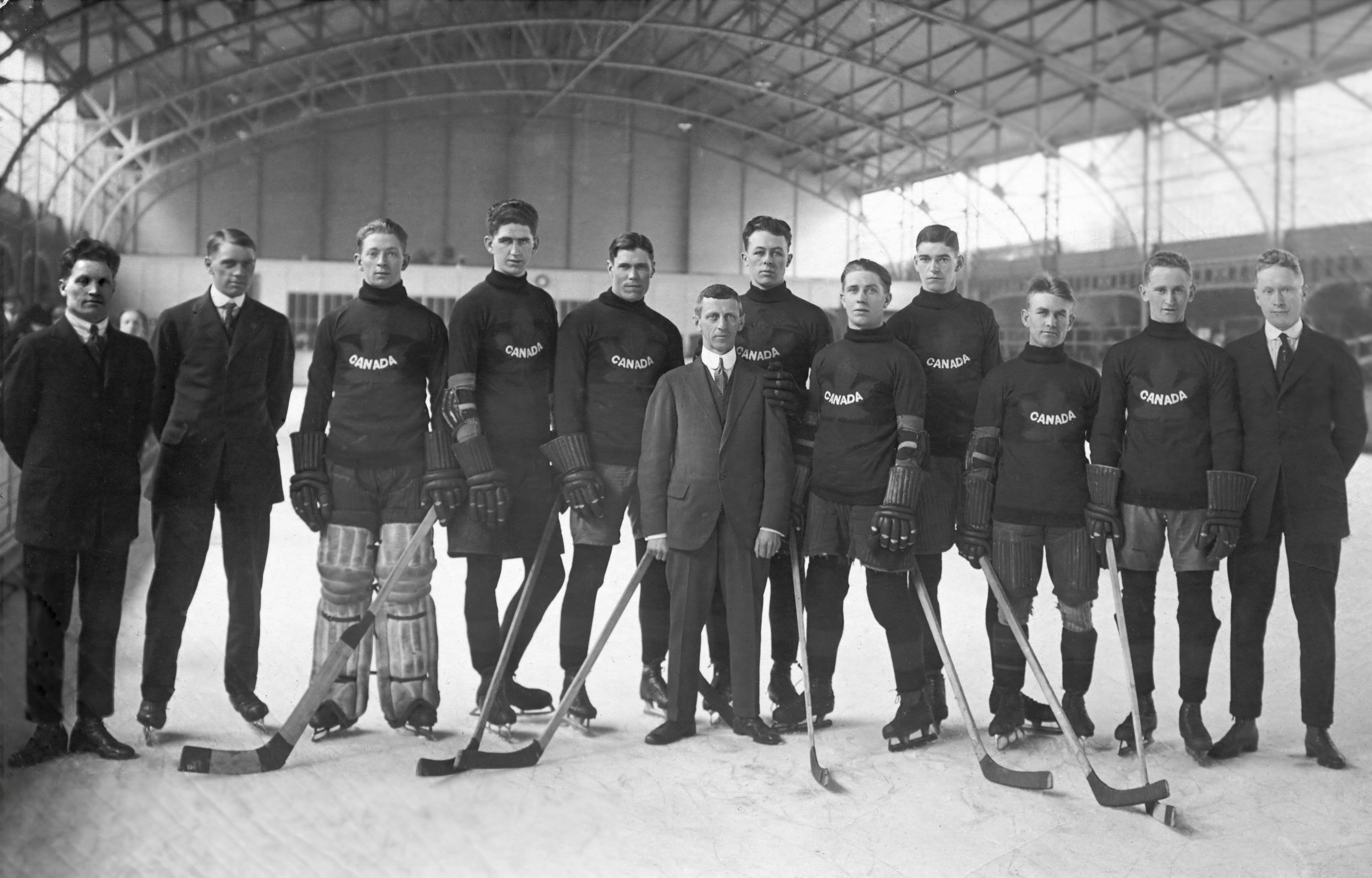
Guðmundur Sigurjónsson (premier à gauche) avec les Falcons de Winnipeg lors des jeux olympiques de 1920.

Il est par la suite entraîneur pour les Falcons de Winnipeg, une équipe canadienne de hockey sur glace composée de joueurs originaires d'Islande. Il participe aux jeux olympiques de 1920 à Anvers, et les Falcons remportent la première médaille d'or olympique canadienne lors de la finale face à la Suède. À cette occasion, l'équipe suédoise d'athlétisme le remarque et décide de le recruter comme entraîneur pour les jeux.
Après les jeux olympiques, alors que les Falcons de Winnipeg repartent au Canada, Guðmundur Sigurjónsson passe six mois en Suède pour se former, puis revient en Islande après six ans passés à l'étranger. Il a alors 37 ans.
À partir de la fin de l'année 1920, Guðmundur Sigurjónsson travaille comme entraîneur sportif et masseur à Reykjavik. Il travaille également comme superintendant à l'hôpital psychiatrique Litli Kleppur de Reykjavik. Il rejoint le mouvement théosophique et l'Organisation internationale des bons templiers (en), une organisation prônant l'abstinence de l'alcool et des drogues. Il est un temps informateur pour la police sur les ventes d'alcool, alors que l'Islande a mis en place la prohibition.

### Condamnation pour homosexualité (1924)

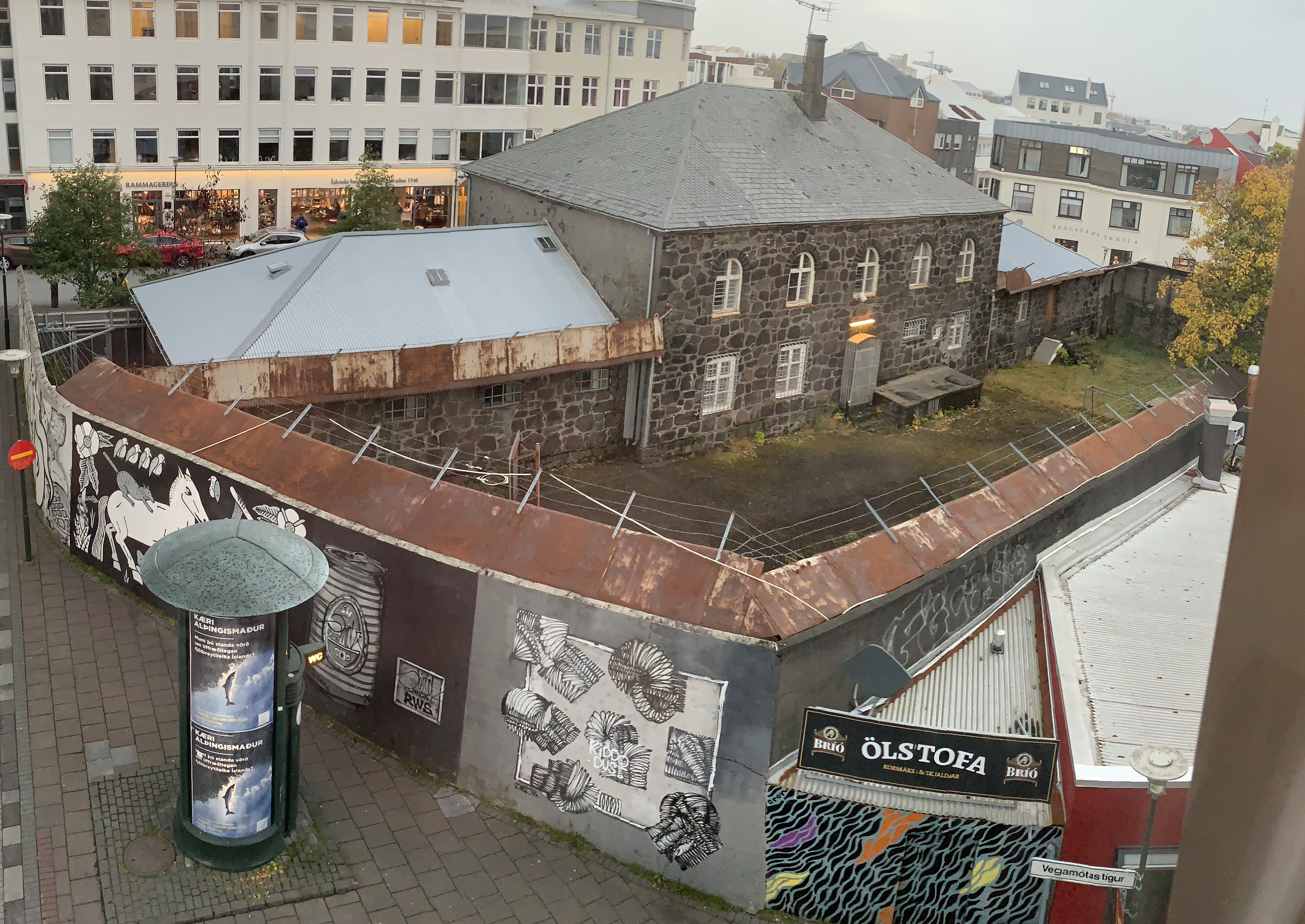
La prison de Hegningarhúsið (ici en 2019), où Gudmundur Sigurjónsson passe plusieurs mois en détention en 1925.

En 1924, Guðmundur Sigurjónsson est accusé d'avoir eu de nombreuses relations sexuelles avec des hommes, ainsi que de maltraiter ses patients à l'hôpital Litli Kleppur. Il se défend en arguant que les relations ont eu lieu entre adultes consentants et explique avoir également des relations avec des femmes. Il est innocenté des accusations de mauvais traitements, mais est condamné à huit mois de prison pour « relations sexuelles contre-nature ». Afin d'éviter la révélation publique de son homosexualité (ou bisexualité), il accepte le verdict plutôt que de porter l'affaire à la cour suprême. C'est le premier Islandais (et unique dans l'histoire du pays) à être condamné pour sodomie.
L'affaire est largement couverte par la presse islandaise, qui la désigne sous le terme de kynvillumálið (« affaire homo ») ; cela fait entrer l'homosexualité dans le discours public, alors que le sujet était jusque-là très peu abordé. L'homosexualité est perçue comme une maladie venant de l'étranger, que Guðmundur Sigurjónsson aurait développé lors de ses années passées au Canada et dans les autres pays où il avait vécu. Deux médecins le soutiennent et écrivent une lettre au premier ministre, jugeant que l'homosexualité ne devrait pas être criminalisée et demandent une amnistie. Toutefois, cela reste sans effet.
Thorgerdur Thorvaldsdóttir indique que l'homosexualité de Guðmundur Sigurjónsson était déjà connue plusieurs années avant sa condamnation. Ainsi, un poème relate qu'il était en tête de la délégation islandaise lors des jeux olympiques de 1908, parce que personne ne voulait se trouver derrière lui. Þorvaldur Kristinsson se demande si l'accusation d'homosexualité a pu être lancée par des opposants de Guðmundur qui pratiquaient la contrebande d'alcool, car une des personnes l'ayant dénoncé à la police se rétracte dix jours plus tard, indiquant avoir reçu de l'argent pour le faire.
Guðmundur Sigurjónsson débute sa peine en janvier 1925 à la prison de Hegningarhúsið (en) à Reykjavik ; il est libéré après trois mois.
En 1935, Guðmundur Sigurjónsson reçoit un pardon royal à l'initiative du premier ministre Hermann Jónasson.

### Après sa condamnation
La vie de Guðmundur Sigurjónsson est peu connue après sa condamnation. En 1942, il est à nouveau employé comme professeur de lutte à Reykjavik. En 1948, il accompagne l'équipe islandaise aux jeux olympiques à Londres en tant que masseur.
Il passe les dernières années de sa vie à Reykjavik hébergé par l'armée du salut. Il décède à Reykjavik le 14 janvier 1967.